# Stor-Risöholmen
Stor-Risöholmen (groot rotseiland bij Risön)  is een Zweeds eiland behorend tot de Lule-archipel. Het eiland ligt ten westen van haar naamgever Risön. Het heeft geen oeververbinding; er staan enige overnachtingshuisjes op de kust van het eiland.